# Hong Kong
Hong Kong, Hongkong (kineski: 香港) je grad, i zajedno s Makaom, jedna od dviju 
posebnih upravnih regija (PUR) Narodne Republike Kine. Smješten na južnoj obali Kine i okružen deltom Biserne rijeke i Južnim kineskim morem, poznat je po svojoj neboderskoj arhitekturi i velikoj prirodnoj luci. S površinom od 1104 km² i sedam milijuna stanovnika, jedno je od najgušće naseljenih područja na svijetu. Stanovništvo Hong Konga 95% je etnički kinesko dok se preostalih 5% odnosi na druge nacionalne grupe. Hongkonška Han kineska većina potječe uglavnom iz gradova Guangzhou i Taishan u susjednoj provinciji Guangdong.
Hong Kong je postao kolonija Britanskog imperija nakon prvog opijumskog rata (1839. – 42.). Izvorno ograničene otokom Hong Kong, do 1898. granice kolonije postupno su širene na poluotok Kowloon i Nove Teritorije. U doba drugog svjetskog rata, tijekom rata na Pacifiku bio je okupiran od strane Japana. 1945. Britanija je ponovo uspostavila svoju vlast do 1997., kada je Kina ponovo uspostavila suverenitet. Regija je tijekom kolonijalnog doba prihvatila politiku minimalne intervencije vlasti pod etikom pozitivnog neintervencionizma. To razdoblje snažno je utjecalo na aktualnu kulturu Hong Konga, koji se često opisuje kao mjesto gdje "Istok susreće zapad", i obrazovni sustav, do reformi implementiranih 2009. slobodno temeljen na Engleskom sustavu.
Iako je dio Kine, Hong Kong funkcionira kao samostalna država, sa svojim zakonima, valutom, sportskim reprezentacijama, dok prema ostatku Kine i danas postoje granični prijelazi i naplata carine. Prema principu "jedna zemlja, dva sustava", Hong Kong ima drukčiji politički sistem od kontinentalne Kine. Hongkonško neovisno sudstvo djeluje pod sustavom običajnog prava. Temeljni zakon Hong Konga, ustavni dokument koji propisuje "visok stupanj autonomije" u svim pitanjima osim vanjskih odnosa i obrane, upravlja političkim sustavom teritorija. Premda raspolaže s rastućim višestranačkim sustavom, uski krug biračkog tijela kontrolira polovicu legislature. Izborni odbor s 800 članova bira šefa administracije Hong Konga, tj. šefa vlade.
Kao jedno od vodećih svjetskih međunarodnih financijskih središta, Hong Kong raspolaže sa značajnom kapitalističkom ekonomijom usluga, karakteriziranu niskim porezima, slobodnom trgovinom, dok je valuta, honkonški dolar, prema prometu deveta na svijetu. Nedostatak prostora uvjetovao je gušću izgradnju, što je Hong Kong razvilo kao središte moderne arhitekture i grad s najvećim postotkom nebodera. Zbijen prostor također je doveo do visoko razvijene transportne mreže sa stopom korištenja javnog prijevoza od iznad 90%, najvišom u svijetu.

## Etimologija
Ime "Hong Kong" približan je fonetski prijevod kantonskog ili Hakka izraza naziva "香港", što na hrvatskom znači "mirisna luka". Prije 1842., ime se odnosilo na mali morski rukavac - danas 
Aberdeen Harbour ili Little Hong Kong – između otoka Ap Lei Chau i južne strane otoka Hong Kong, jedne od prvih točaka kontakata između britanskih mornara i lokalnih ribara.
Miris iz naziva može se odnositi na lučke vode osvježene vodom iz estuarija Biserne rijeke, ili na tamjan iz tvornica duž obale sjeverno od Kowloona, koji je prije obrade u Victoria Harbouru bio radi izvoza uskladišten u okolici luke Aberdeen. 1842., potpisan je ugovor u Nankingu, te je ime Hong Kong prvi puta zabilježeno na službenim dokumentima kao naziv cijelog otoka.

## Povijest

### Predkolonijalno doba
Arheološkim istraživanjima na prostoru Hong Konga, pronađeni su na otoku Chek Lap Kok ostaci pračovjeka stari 35 000 do 39 000 godina, i na poluotoku Sai Kung stari 6000 godina. Wong Tei Tung i Three Fathoms Cove dvije su najstarije lokacije ljudskog boravka u paleolitiku. Vjeruje se da je Three Fathom Cove bilo naselje u dolini rijeke a Wong Tei Tung 
mjesto izrade kamenih predmeta. Pronađeni neolitski artefakti upućuju na kulturne razlike u odnosu na kulturu Longshan u sjevernoj Kini i naselje naroda Che prije migracije naroda Yue. Osam petroglifa, datiranih u doba dinastije Shang, otkiveno je na okolnim otocima.
Kinezi su na taj prostor došli u doba dinastije Qin u 3. st. pr. Kr., kada je 214 pr. Kr., Čin Ši Huangdi, prvi kineski car, osvojio stotinu plemena Yue u području Jiaozhi (moderna regija Liangguang), i prvi puta teritorij priključio kineskom carstvu. Lokacija modernog Hong Konga bila je smještena u zapovjedništvu Nanhai (moderni okrug Nanhai), kraj drevnog glavnog grada Pun Yue. Područje je ujedinjeno pod kraljevstvom Nanyue, koje je nakon pada dinastije Qin, 204. pr. Kr. osnovao general Zhao Tuo. Kada je 111. Pr. Kr. kraljevstvo osvojio car Wu od Hana, zemlja je dodijeljena zapovjedništvu Jiaozhi po dinastijom Han. Arheološki nalazi indiciraju da je u to doba broj stanovnika rastao i cvali proizvodnja soli i vađenje bisernih školjaka. Luka Tai Po Hoi na prostoru Hong Konga postala je najveći kineski izvor bisera. Grob Lei Cheng Uk Han na poluotoku Kowloon vjeruje se da je izgrađen za vrijeme dinastije Han.
U doba dinastije dinastije T’ang, regija Guangdong razvila se kao regionalno trgovačko središte. 736., car Xuánzōng od Tanga osnovao je radi obrane obalnih područja u regiji, vojni grad u Tuen Munu. Prva seoska škola, Li Ying College, osnovana je na Novim Teritorijima oko 1075. za vrijeme sjeverne dinastije Sung. Broj stanovnika povećao se u doba mongolskog osvajanja Kine kad u taj prostor dolaze izbjeglice iz sjevernih dijelova Kine. Tijekom mongolske invazije 1276., dvor južne dinastije Sung preseljen je Fujian, potom na otok Lantau i kasnije u Sung Wong Toi (moderni Kowloon City), ali je car dječak Džao Bing od Sunga nakon poraza u bitci kod Yamena zajedno sa svojim dužnosnicima izvršio samoubojstvo utapanjem. Hau Wong, carev dužnosnik, i danas je predmet obožavanja u Hong Kongu.
Najraniji zabilježeni europski posjetitelj bio je 1513. portugalski istraživač Jorge Álvares. Nakon osnivanja naselja u regiji, portugalski su trgovci započeli trgovati u južnoj Kini. U isto vrijeme, zaposjeli su Tuen Mun i tamo izgradili vojne utvrde. Vojni sukobi između Kine i Portugala doveli su do protjerivanja Portugalaca. Sredinom 16. stoljeća, zapovijed Haijin zabranjuje pomorske djelatnosti i dodir sa strancima, i također ograničava lokalne morske aktivnosti. 1661. – 1669., 
teritorij je bio pogođen velikom evakuacijom obalnih područja Guangdonga, naređenom od cara Kang-sjia. Zabilježeno je da je oko 16 000 osoba iz okruga Xin'an odvedeno u unutrašnjost, dok ih se, nakon što je evakuacija povučena 1669.,
vratilo 1648. Današnji teritorij Hong Konga, za vrijeme zabrane naseljavanja postao je uglavnom pustopoljina. 1685., Kang-sji postao je prvi car koji je dozvolio ograničenu trgovinu sa strancima, najprije na kantonskom teritoriju. Također je nametnuo striktne uvjete trgovini, kao obaveza stranim trgovcima da žive u ograničenim područjima, s dozvolom boravka samo u sezonama trgovine, zabranom vatrenog oružja, i s plaćanjem isključivo u srebru. Britanska Istočnoindijska kompanija poduzela je prvo putovanje u Kinu 1699., te se ubrzo potom naglo razvila regionalna trgovina s Britancima. 1711., kompanija je osnovala svoj prvi trgovački punkt u Kantonu. Do 1773., Britanci su u Kantonu dosegli trgovinu 1000 sanduka opijuma, dok je 1799. cijela Kina godišnje trošila 
2000 sanduka.

### Britansko kolonijalno doba
Godine 1839., odbijanje vlasti dinastije Qing da uvozi opijum rezultiralo je prvim opijumskim ratom između Kine i Britanije. Otok Hong Kong britanske su snage okupirale 20. siječnja 1841. te je isprva predan pod konvecijom Chuenpee kao dio dogovora o primirju između kapetana Charlesa Elliota i guvernera Qishana, ali dogovor nije nikada bio formalno odobren radi nesuglasica među visokim dužnosnicima obje vlade. Tek je 29. kolovoza 1842., ugovorom u Nankingu, otok formalno u trajnu vlast predan Ujedinjenom Kraljevstvu. Britanci su utemeljili krunsku koloniju osnivanjem Victoria Cityja iduće godine.
Godina 1856. – 1860. vodio se drugi opijumski rat, te su nakon kineskog poraza, prema Pekinškoj konvenciji poluotok Kowloon i Stonecutter's Island predani u trajnu vlast Britaniji. 1898., prema uvjetima konvencije za proširenje teritorija Hong Konga, Britanija je isposlovala 99 godišnji najam otoka Lantau i susjednih sjevernih zemalja, kasnije poznatih kao Novi Teritoriji. Takav teritorij Hong Konga ostao je nepromijenjen do danas. 1894., smrtonosna treća pandemija žljezdane kuge proširila se iz Kine u Hong Kong, uzrokujući 50 000–100 000 mrtvih.
Tijekom prve polovice 20. stoljeća, Hong Kong se brzo razvijao kao britanska trgovačka postaja na
dalekom istoku i slobodna luka, služeći kao entrepôt Britanskog imperija. Britanci su uveli obrazovni sustav temeljen na vlastitom modelu, dok lokalno kinesko stanovnišvo nije imalo mnogo kontakata s europskom zajednicom imućnih tai-pana naseljenih kraj brda Victoria Peak.
U sklopu svojih vojnih pohoda, Japansko Carstvo napalo je Hong Kong 8. prosinca 1941. Hongkonška bitka završila je britansko-kanadskom predajom vlasti kolonije Japanu 25. prosinca iste godine. Tijekom japanske okupacije, civilno je stanovništvo trpjelo velike nestašice hrane,
racioniranje i hiper-inflaciju radi prisilne razmjene valute za vojne bonove. Radi nedostatka hrane, politikom prisilne repatrijacije nezaposlenih u kontinetalnu Kinu, u to je doba broj stanovnika opao s 1,6 milijuna 1941. na 600 000 in 1945. kada je Ujedinjeno Kraljevstvo ponovo uspostavilo vlast u koloniji.
| Odobreni od College of Arms 21. siječnja 1959., Blue Ensign kolonijalna zastava i grb Hong Konga korišteni su od 1959. do 1997. |  | Odobreni od College of Arms 21. siječnja 1959., Blue Ensign kolonijalna zastava i grb Hong Konga korišteni su od 1959. do 1997. |
| Odobreni od College of Arms 21. siječnja 1959., Blue Ensign kolonijalna zastava i grb Hong Konga korišteni su od 1959. do 1997. |  | |

Stanovništvo Hong Konga povećalo se kako su pristizali valovi migranata iz Kine, izbjeglica kineskog građanskog rata. Nakon proglašenja Narodne Republike Kine 1949. i dolaska komunista na vlast, u Hong Kong iz straha od progona dolazi velik broj izbjeglica. Mnoge tvrtke iz Šangaja i Guangzhoua svoja su poslovanja preselila u Hong Kong.
1950-ih, rapidna industrijalizacija bila je vođena izvozom tekstila i drugih rastućih proizvodnih industrija. Kako je stanovništvo raslo a cijena rada ostala niska, životni je standard bio u stalnom porastu. Izgradnja naselja Shek Kip Mei 1953. nakon velikog požara slumova, označila je početak programa izgradnje javnih državnih stanova radi prihvata velikog broja imigranata. Daljni napredak trgovini Hong Konga donijelo je osnivanje posebne ekonomske zone u Šenženu, neposredno sjeverno od Hong Konga, te se britanska kolonija učvrstila kao glavni izvor stranih ulaganja u Kini.
Konkurentnost proizvodnje u Hong Kongu postepeno se smanjivala razvojem industrije u južnoj Kini od početka 1980-ih.  Za razliku od toga, uslužne djelatnosti doživjele su 1980-ih i 1990-ih, nakon zapošljavanja bivših industrijskih radnika, visoke stope rasta.
Godine 1983., kada je Velika Britanija Hong Kong prerasporedila iz krunske kolonije u teritorij, vlade Velike Britanije i Kine već su razgovarale o pitanju
suvereniteta Hong Konga radi predstojećeg isteka roka (unutar dva desetljeća) zakupa Novih Teritorija. 1984., potpisana je zajednička kinesko-britanska deklaracija - sporazum o prelasku suvereniteta Narodnoj Republici Kini 1997. Sporazum je predvidio upravu Hong Konga kao posebne administrativne regije, zadržavajući svoje zakone i visok stupanj autonomije najmanje 50 godina nakon prelaska vlasti. Temeljni zakon Hong Konga, koji će nakon prelaska suvereniteta služiti kao ustavni dokument, prihvaćen je 1990.

### Od 1997.
1. srpnja 1997., proveden je prijenos suvereniteta s Velike Britanije na Narodnu Republiku Kinu, 
označivši službeni kraj 156 godina britanske kolonijalne vladavine. Hong Kong je postao prva kineska Specijalna Administrativna Regija, te je Tung Chee Hwa preuzeo dužnost kao prvi šef administracije Hong Konga. Iste godine, Hong Kong je pretrpio dvostruki ekonomski udarac radi azijske financijske krize i ptičje gripe H5N1. 2003., bio je teško pogođen pojavom teškog akutnog respiratornog sindroma (SARS), te je Svjetska zdravstvena organizacija izvjestila je o 1755 zaraženih i 299 umrlih. Procijenjuje se da su radi epidemije izgubljeni ugovori vrijedni 380 milijuna Hongkonških dolara (48,9 milijuna USD).
Dana 10. ožujka 2005. Tung Chee Hwa najavio je svoju ostavku na dužnost šefa administracije iz "zdravstvenih razloga". Donald Tsang, u to doba glavni tajnik administracije, izašao je na izbore 2005. bez protivnika i postao 21. lipnja 2005. drugi šef administracije Hong Konga. Godine 2007. Tsang je ponovo pobijedio na izborima za šefa administracije i nastavio svoju dužnost u drugom mandatu.
Godine 2009., Hong Kong je bio domaćin petih istočnoazijskih igara, na kojima su se natjecale reprezentacije pet zemalja. To je bio prvi međunarodni višesportski događaj ikada održan na teritoriju. Danas, Hong Kong je i dalje značajan globalni financijski centar, ali je suočen s nesigurnom budućnosti s obzirom na rastuću ekonomiju kontinentalne Kine, i odnos s vladom NR Kine u pitanjima kao što su demokratske reforme i opće biračko pravo.

## Uprava
U skladu sa zajedničkom kinesko-britanskom deklaracijom, i temeljnim načelom jedne zemlje, dva sustava, Hong Kong, kao posebna administrativna regija, raspolaže s "visokim stupnjem autonomije u svim područjima osim obrane i vanjskih poslova." U deklaraciji se utvrđuje da regija zadržava svoj kapitalistički gospodarski sustav te jamči prava i slobode svojih ljudi najmanje 50 godina nakon primopredaje 1997.
Jamstva autonomije teritorija i individualnih prava i sloboda zajamčena su ustavom, temeljnim zakonom Hong Konga (Hong Kong Basic Law), koji određuje sustav upravljanja posebnom administrativnom regijom Hong Konga, ali je podložan tumečenjima Stalnog komiteta Svekineskog narodnog kongresa.
Glavni su stupovi vlasti izvršno vijeće, civilna služba, zakonodavni savjet i sudstvo. Izvršnim vijećem predsjeda šef izvršnog vijeća kojeg bira izborni odbor i potom imenuje Centralna narodna vlada. Civilna služba, gdje se službenici imenuju na temelju zasluga, politički je neutralno tijelo koje provodi politiku i osigurava vladine usluge. Zakonodavno vijeće ima 60 članova, od kojih se polovica neposredno bira na temelju općeg biračkog prava stalnih stanovnika Hong Konga u skladu s pet geografskih jedinica. Druga polovica, poznata kao funkcionalne jedinice, izravno se bira od manjeg elektorata, koji se sastoji od korporativnih tijela i osoba iz različitih ugovorenih sektora. Cijelim vijećem predsjeda predsjednik zakonodavnog vijeća kao služi kao predsjednik parlamenta. Suce imenuje šef administracije na preporuku neovisnog odbora.
Primjena temeljnog zakona, uključujući i kako i kada će se postići obećano opće pravo glasa, veliko je političko pitanje od primopredaje vlasti. 2002., vladin predloženi zakon protiv subverzije sukladan članku 23. temeljnog zakona, koji je zahtijevao donošenje zakona koji zabranjuju djela izdaje i subverzije protiv kineske vlade, naišao je na oštro protivljenje, te se 
od zakona odustalo. Hongkonšku političku scenu karakterizira debata između pro-pekinških grupa, koje teže podržavanju izvršne vlasti, i sve-demokratskog tabora (pan-democracy camp) koji se zalaže za brži ritam demokratizacije i načelo jedan čovjek, jedan glas.
2004., vlada nije uspjela dobiti sve-demokratsku podršku za donošenje svog takozvanog "modela okružnog savjeta" za političke reforme. 2009., vlada je obnovila prijedloge kao "Savjetodavni dokument o metodama izbora šefa administracije i formiranja zakonodavnog savjeta 2012." U dokumentu se predlaže proširenje izbornog odbora, hongkonškog izbornog kolegija s 800 na 1200 članova 2012. i proširenje parlamenta s 60 na 70 zastupničkih mjesta. 10 novih mjesta sastojat će se od pet mjesta geografskih jednica i pet mjesta funkcionalnih jedinica, koje će među sobom odabrati izabrani članovi vijeća okruga. Prijedlozi su bili osuđeni na odbacivanje od strane sve-demokrata, ali značajan se prodor dogodio
nakon što je Centralna Narodna Vlada prihvatila protuprijedlog Demokratske stranke. Konkretno, tabor sve-demokrata bio je podijeljen kada prijedlog izravnog izbora pet novoosnovanih mjesta funkcionalnih jedinica nije bio prihvatljiv dvjema konstitutivnim strankama. Demokratska stranka prvi je puta nakon prelaska suverenosti stala na stranu vlade i prihvatila prijedloge s glasanjem 46-12.

### Pravni sustav i sudstvo
Hongkonški pravni sustav u potpunosti je nezavisan od pravnog sustava u Kini. Za razliku od sustava civilnog prava kontinentalne Kine, Hong Kong nastavlja pratiti tradiciju engleskog običajnog prava ustanovljenu pod britanskom vlašću.
Hongkonški sudovi mogu se kao na presedane pozivati na odluke donesene na drugim sudovima jurisdikcija običajnog prava, i suci iz drugih jurisdikcija običajnog prava mogu vršiti dužnost ne-permanentnih sudaca Suda posljednjeg priziva.
Sudski sistem sastoji se od Suda posljednjeg priziva, Visokog suda, sastavljenog od Prizivnog suda i Suda prvog stupnja, i Okružnog suda koji uključuje i Obiteljski sud. Ostala sudska tijela uključuju Zemaljski sud, Prekršajni sud, Sud za maloljetnike, Istražni sud, 
Sud rada, Sud malih potraživanja i Sud za opscene članke. Suce Suda posljednjeg priziva imenuje šef administracije Hong Konga.
Ministarstvo pravosuđa odgovorno je za upravljanje pravnim pitanjima za vladu. Dužnosti ministarstva uključuju pružanje pravnih savjeta, kazneni progon, državno zastupanje, reforme i planiranja politike i prava, i međunarodnu pravnu suradnju između različitih jurisdikcija. Osim kaznenih progona, pravnici Ministarstva pravosuđa djeluju u ime Vlade u svim građanskim i upravnim sporovima protiv vlade. Kao zaštitnik javnog interesa, ministarstvo može zahtijevati ponavljanje suđenja i može intervenirati u svim slučajevima koji uključuju veći javni interes. Temeljni zakon štiti Ministarstvo pravosuđa od bilo kakvog 
miješanja vlade u svoju kontrolu kaznenog progona.

### Administrativni okruzi
Hong Kong ima unitarni sustav vlasti; nakon što je su 2000. ukinuta dva općinska vijeća, ne postoji niti jedna lokalna vlada. Radi toga nema formalne definicije za gradove i mjesta. Administrativno, Hong Kong je podijeljen na 18 geografskih okruga, zastupana okružnim vijećima koja vladu savjetuje o lokalnim pitanjima, kao što su javni objekti, programi zajednice, kulturne aktivnosti i poboljšanja zaštite okoliša.
Ukupno je 534 mjesta u vijeću okruga, od kojih je 405 izabrano, dok su ostali imenenovani od šefa administracije i 27 ex officio predsjednika seoskih odbora.
Ministarstvo unutarnjih poslova kroz okružne urede javnosti objavljuje vladinu politiku i planove.

### Vojska
Kada je Hong Kong bio britanska kolonija, i kasnije teritorij, obranu je osiguravala britanska vojska pod zapovjedništvom guvernera Hong Konga koji je bio ex officio vrhovni zapovjednik. Kada je 1997. NR Kina preuzela suverenitet, britansku je vojsku zamijenio garnizon Narodne oslobodilačke vojske, uključujući kopnene, pomorske i zračne snage, pod zapovjedništvom Centralne kineske vojne komisije.
Temeljni zakon zaštićuje lokalne civilne poslove od interferencija garnizona, te su članovi garnizona podložni zakonima Hong Konga. Vlada Hong Kong ostaje odgovorna za održavanje javnog reda, ipak, može zatražiti od vlade NR Kine pomoć garnizona u održavanju javnog reda i u slučaju katastrofa. Vlada NR Kine odgovorna je za troškove održavanja garnizona.

## Zemljopis i klima
Hong Kong je smješten na jugu Kine, 60 km istočno od Makaa na suprotnoj strani velikog i dubokog zaljeva nazvanog Biserna rijeka, zajedničkog ušća rijeka Xi Jiang, Bei Jiang i Dong Jiang. Okružen je Južnim kineskim morem na istoku, jugu i zapadu, dok sjeverno preko rijeke Shenzen graniči s gradom Shenzhenom u provinciji Guangdong. Površina teritorija od 1104 km² sastoji se od otoka Hong Kong, poluotoka Kowloon, Novih teritorija i preko 200 otoka, od kojih je najveći Lantau. Od ukupne površine, 1054 km² odnosi se na zemlju, dok se 50 km² odnosi na unutarnje vode. Pojas teritorijalnih voda širok je 3 nautičke milje (5,6 km). Površina zemlje, Hong Kong čini 179. najvećim naseljenim teritorijem na svijetu.
Kako je većina područja Hong Konga brdovito ili planinsko sa strmim padinama, manje od 25% teritorija kopnene mase je urbanizirano, dok je 40% rezervirano za državne parkove i prirodne rezervate. Većina urbaniziranog područja nalazi se na poluotoku Kowloon, sjevernom kraju otoka Hong Kong i po raspršenim naseljima diljem Novih teritorija. Najveća nadmorska visina na teritoriju je 957 m na vrhu planine Tai Mo Shan. Hongkonška dugačka i nepravilna obala stvara mnoge zaljeve, rijeke i plaže.
Unatoč tome što je Hong Kong poznat kao vrlo urbanizirano područje, teritorij je nastojao promovirati zeleni okoliš. Kako radi svog zemljopisa i visokih zgrada Hong Kong trpi povećanje zagađenja, u porastu je svijest o okolišu te je nedavna rastuća javna zabrinutost potakla stroga ograničenja daljnjeg nasipavanja mora u Victoria Harbouru. Oko 80% smoga dolazi iz drugih krajeva delte Biserne rijeke.
Smješten južno od rakove obratnice, Hong Kong ima vlažnu suptropsku klimu s velikim utjecajem monsuna (Köppenova klasifikacija Cwa). Ljeta su vruća i vlažna s povremenim pljuskovima i gmljavinskim nevremenima s toplim zrakom koji pristiže s jugozapada. Ljeti je najveća mogućnost tajfuna, koji ponekad uzrokuju poplave ili odrone. Zimsko je vrijeme u početku uobičajeno sunčano, dok u veljači postaje oblačnije s povremenim hladnim frontama s jakim hladnim sjevernim vjetrovima. Najumjerenija godišnja su doba proljeće, moguće promjenjivo, i jesen, uglavnom sunčana i suha. Prosjek sunčanih sati je 1948 godišnje, dok su najviša i najniža temperatura ikad zabilježene na Hongkonškom opservatoriju (Hong Kong Observatory) 36,1 °C i 0,0 °C.
| Klimatološki srednjaci za Hong Kong | Klimatološki srednjaci za Hong Kong | Klimatološki srednjaci za Hong Kong | Klimatološki srednjaci za Hong Kong | Klimatološki srednjaci za Hong Kong | Klimatološki srednjaci za Hong Kong | Klimatološki srednjaci za Hong Kong | Klimatološki srednjaci za Hong Kong | Klimatološki srednjaci za Hong Kong | Klimatološki srednjaci za Hong Kong | Klimatološki srednjaci za Hong Kong | Klimatološki srednjaci za Hong Kong | Klimatološki srednjaci za Hong Kong | Klimatološki srednjaci za Hong Kong |
| mjesec                              | sij                                 | velj                                | ožu                                 | tra                                 | svi                                 | lip                                 | srp                                 | kol                                 | ruj                                 | lis                                 | stu                                 | pro                                 | godina                              |
| ----------------------------------- | ----------------------------------- | ----------------------------------- | ----------------------------------- | ----------------------------------- | ----------------------------------- | ----------------------------------- | ----------------------------------- | ----------------------------------- | ----------------------------------- | ----------------------------------- | ----------------------------------- | ----------------------------------- | ----------------------------------- |
| srednji maksimum, °C                | 18,6                                | 18,6                                | 21,5                                | 25,1                                | 28,4                                | 30,4                                | 31,3                                | 31,1                                | 30,2                                | 27,7                                | 24,0                                | 20,3                                | 25,6                                |
| srednja dnevna temperatura, °C      | 16,1                                | 16,3                                | 18,9                                | 22,5                                | 25,8                                | 27,9                                | 28,7                                | 28,4                                | 27,6                                | 25,3                                | 21,4                                | 17,8                                | 23,1                                |
| srednji minimum, °C                 | 14,1                                | 14,4                                | 16,9                                | 20,6                                | 23,9                                | 26,1                                | 26,7                                | 26,4                                | 25,6                                | 23,4                                | 19,4                                | 15,7                                | 21,1                                |
| oborine, mm                         | 24,9                                | 52,3                                | 71,4                                | 188,5                               | 329,5                               | 388,1                               | 374,4                               | 444,6                               | 287,5                               | 151,9                               | 35,1                                | 34,5                                | 2382,7                              |
| Izvor: Hong Kong Observatory        |                                     |                                     |                                     |                                     |                                     |                                     |                                     |                                     |                                     |                                     |                                     |                                     |                                     |

## Ekonomija
Milton Friedman jednom je Hong Kong opisao kao najveći svjetski eksperiment laissez faire kapitalizma. Visoko razvijena kapitalistička ekonomija Hong Konga, bila je tijekom 15 godina prva na Indeksu ekonomske slobode. Kao značajno središte međunarodnih financija i trgovine, s jednom od najvećih koncentracija korporacijskih sjedišta u azijsko-pacifičkoj regiji, radi svojih visokih stopa rasta i naglog razvoja od 1960-ih do 1990-ih poznat je i kao jedan od četiri azijskih tigrova. Od 1961. do 1997., hongkonški bruto domaći proizvod porastao je 180 puta dok je BDP po glavi stanovnika porastao 87 puta.
Hongkonška burza, sedma je najveća na svijetu, s tržišnom kapitalizacijom od 2,3 bilijuna USD prosinca 2009. Te godine, Hong Kong je prikupio 22% svjetskog kapitala inicijalnih javnih ponuda, postavši najveće svjetsko tržište za inicijalne javne ponude. Lokalna valuta je Honkonški dolar, koji je od 1983. vezan uz Američki dolar.
Vlada Hong Konga tradicionalno je igrala uglavnom pasivnu ulogu u gospodarstvu, s malim intervencijama u industriji i gotovo bez ikakve kontrole uvoza i izvoza. Tržišnim snagama i privatnom sektoru bilo je dozvoljeno utvrditi praktični razvoj. Prema službenoj politici "pozitivnog ne-intervencionizma", Hong Kong se često navodi kao primjer laissez-faire kapitalizma. Nakon drugog svjetskog rata rapidno se industrijalizirao kao proizvodni centar potaknut izvozom, a potom je 1980-ih bio podvrgnut brzom prijelazu na uslužnu ekonomiju.
1990-ih postao je financijskim središtem, ali je bio teško pogođen azijskom financijskom krizom 1998. i epidemijom SARS-a 2003. Oživljavanje vanjske i domaće potražnje dovelo je do snažnog oporavka, jer je smanjenje troškova ojačalo konkurentnost izvoza a dugi deflacijski period završio. Vladine intervencije, započete kasnijim kolonijalnim vladama i nastavljene nakon 1997., u porastu su, uvođenjem izvoznih kreditnih garancija, obveznog mirovinskog osiguranja, minimalnih plaća, anti-diskriminacijskih zakona i jamcem državne hipoteke.
Teritorij nema mnogo obradivih površina i prirodnih resursa, tako da uvozi većinu svoje hrane i sirovina. Hong Kong je jedanaesti najveći trgovački entitet u svijetu, s ukupnom vrijednosti uvoza i izvoza većom od bruto domaćeg proizvoda. Hong Kong je najveći svjetski centar reeksporta, većinom za proizvode izrađene izvan teritorija, posebno u kontinentalnoj Kini, i distribuirani putem Hong Konga. Čak i prije prijenosa suvereniteta, Hong Kong je ustanovio opsežne trgovačke i investicijske veze s Kinom, što mu sada omogućuje da služi kao ulazna točka za investicije na kontinentu. Krajem 2007., U Hong Kongu je bilo 3,46 milijuna zaposlenih na puno radno vrijeme, s prosječnom stopom nezaposlenosti od 4,1% za četvrtu uzastopnu godinu pada. Ekonomijom dominira uslužni sektor, koji donosi više od 90% BDP-a, dok industrija donosi 9%. Inflacija je 2007. bila 2,5%. Kontinentalna Kina, Sjedinjene Države i Japan, najveća su izvozna tržišta Hong Konga.
2009., Hong Kong je bio peti najskuplji grad za strane zaposlenike iza Tokija, Osake, Moskve i Ženeve. 2008., bio je rangiran na šestom mjestu dok 2007. također na petom. 2009., zauzeo je treće mjesto na indeksu jednostavnog biznisa (Ease of Doing Business Index).

## Demografija
Teritorij naseljava 7,39 milijuna stanovnika. 2021., stopa nataliteta bila je 11,7 na 1000 stanovnika, a stopa fertiliteta 1032 djece na 1000 žena. Stanovnici iz Kine nemaju pravo prebivališta u Hong Kongu, niti smiju slobodno ulaziti na teritorij. Međutim, priliv imigranata iz Kine, od oko 45 000 godišnje, značajan je doprinos porastu broja stanovnika - dnevnoj kvoti od 150 kontinentalnih Kineza s obiteljskim vezama u Hong Kongu odobrava se "dozvola u jednom smjeru". Očekivani životni vijek u Hong Kong je 2009. bio 79,16 godina za muškarce i 84,79 godina za žene, što ga čini jednim od najviših u svijetu.
Oko 95% stanovništva kineskog je porijekla, od kojih su većina Taishan, Chiu Chow, drugi Kantonski Kinezi, i Hakka. Hongkonška Han većina uglavnom potječe iz regija Guangzhou i Taishan provincije Guangdong. Preostalih 5% stanovništva čine ne-etnički Kinezi, koji su unatoč manjem broju vrlo primjetna grupa. To su južnoazijska populacija Indijaca, Pakistanaca i Nepalaca, i nešto vijetnamskih izbjeglica koji su postali stalni stanovnici Hong Konga. Također i Europljani (većinom Britanci), Amerikanci, Kanađani, Japanci i Koreanci na radu u gradskom trgovačkom i financijskom sektoru. 2008., na radu u Hong Kongu bilo je procijenjenih 252 500 kućnih pomagaća iz Indonezije i Filipina.
Hongkonški de facto službeni jezik je kantonski, kineski jezik koji potječe iz pokrajine Guangdong, sjeverno od Hong Konga. Engleski je također službeni jezik, i prema među-popisu iz 1996. njime kao svakodnevnim jezikom govori 3,1% stanovništva i 34,9% stanovništva kao drugim jezikom. Znakovi koji prikazuju kineske i engleske natpise uobičajeni su na cijelom teritoriju. Od 1997., povećanje doseljenika iz Kine i veća integracija s ekonomijom kontinentalne Kine doveli su u Hong Kong sve veći broj ljudi koji govore Mandarinski.
Hong Kong uživa visok stupanj vjerske slobode, zajamčene temeljnim zakonom. 90% stanovništva prakticira mješavinu lokalnih religija, većinom Budizam, ali također i Konfucijanizam i Taoizam. Kršćanska zajednica od oko 600 000 ljudi čini oko 8% ukupnog stanovništva, i skoro je ravnomjerno podjeljena između Katolika i Protestanata, premda postoje manje zajednice, uključujući Svece posljednjih dana i Jehovine svjedoke. Anglikanska i Rimokatolička crkva, za razliku od kontinentalne Kine, slobodno imenenuju svoje biskupe. Postoje također i Sikh, Muslimanske, Židovske, Hindu i Bahá'í zajednice. Dopušta se prakticiranje 
Falun Gonga.
Statistički, hongkonška razlika u prihodima jedna je od najgorih u azijsko-pacifičkoj regiji. Prema izvještaju programa Ujedinjenih naroda za ljudska naselja 2008., Gini koeficijent od 0,53, 
bio je najviši u Aziji i "realtivno visok prema međunarodnim standardima". Međutim, vlada je istaknula kako nesrazmjer prihoda nije sukladan situaciji pogoršanja siromaštva, te da Ginijev koeficijent nije strogo usporediv među regijama. Vlada je ukazala na restrukturiranje gospodarstva, promjene u veličini kućanstava, te povećanje broja radnih mjesta visokih prihoda kao faktore koji iskrivljuju Ginijev koeficijent.

## Obrazovanje
Obrazovni sustav Hong Konga bio je donekle sličan engleskome, premda postoje međunarodni sustavi. Vlada vodi politiku "učenja materinjeg jezika" (Kineski 母語教學) prema kojoj je jezik nastave kantonski, uz pisanje kineskog i engleskog. U srednjim školama, potiče se znanje više jezika, te je u porastu i učenje mandarinskog. Program za Međunarodnu procjenu studenata (PISA), hongkonški je obrazovni sustav rangirao kao drugi najbolji na svijetu.
Državnim školama u Hong Kongu upravlja Obrazovni ured (Education Bureau). Sustav je podijeljen na neobavezne tri godine vrtića, nakon čega slijedi obaveznih šest godina osnovnog obrazovanja, tri godine nižeg srednjoškolskog obrazovanja, neobavezne dvije godine višeg srednjoškolskog obrazovanja koje dovode do hongkonškog certifikata obrazovnih ispita (Hong Kong Certificate of Education Examinations) i dvije godine kursa prijemnog ispita koje vode ka hongkonškim ispitima napredne razine (Hong Kong Advanced Level Examinations). Nova viša akademska struktura i nastavni plan, primijenjeni rujna 2009., svim studentima pružaju tri godine obaveznoga nižeg i tri godine višeg obaveznog srednjoškolskog obrazovanja. Pod novom nastavnom planu postoji samo javni ispit, hongkonška diploma srednjeg obrazovanja (Hong Kong Diploma of Secondary Education).
Većina općih škola u Hong Kongu spada pod tri kategorije: rjeđe državne škole, češće subvencionirane škole, uključujući i vladine aids-and-grant škole, i privatne škole, često pod upravom kršćanskih organizacija s upisima temeljenim na akademskim zaslugama umjesto financijskim sredstvima. Izvan su tog sustava škole pod shemom direktne subvencije (Direct Subsidy Scheme) i privatne međunarodne škole.
U Hong Kongu djeluje devet javnih sveučilišta, i određeni broj privatnih institucija visokog obrazovanja koje nude razne stupnjeve diploma, magisterija i doktorata, drugih visokoškolskih diploma, i vezane akademske tečajeve. Sveučilište u Hong Kongu, najstariju instituciju visokog obrazovanja na teritoriju, Quacquarelli Symonds je opisao kao "opće istraživačko sveučilište svjetske klase" te je 2009. prema popisu Times Higher Education-QS World University Rankings bilo rangirano na 24. mjestu u svijetu, i na prvom mjestu u Aziji. Hongkonški univerzitet znanosti i tehnologije (Hong Kong University of Science & Technology) bio je 2009. rangiran na 35 mjestu u svijetu i 2010. na drugom mjestu u Aziji. Kineski univerzitet u Hong Kongu (Chinese University of Hong Kong) bio je 2009. na 46. mjestu u svijetu i 2010. četvrti u Aziji.

## Kultura
Hong Kong se često opisuje kao mjesto gdje "istok susreće zapad", što je odraz kulturne mješavine kineskih korijena i utjecaja iz vremena britanske kolonije. Uravnotežuje se sklad modernog načina života s tradicionalnim kineskim običajima. Vještine kao feng shui shvaćaju se vrlo ozbiljno, vjeruje se da mogu utjecati na poslovanje te skupi građevinski projekti često unajmljuju stručne konzultante. Drugi predmeti, kao Ba gua ogledala, još se uvijek redovito koriste za odvraćanje zlih duhova, dok se u zgradama često izbjegava numeriranje katova bilo kojim brojem koji sadrži 4, radi sličnosti s riječju "umrijeti" na kantonskom. 
Spoj istoka i zapada također karakterizira i hongkonšku kuhinju. Dim sum, hot pot, i brza hrana koegzistiraju zajedno s haute cuisine restoranima.
Osim što je priznati trgovački i finacijski centar, Hong Kong je i središte industrije zabave. Hongkonški filmovi o borilačkim vještinama stekli su veliku popularnost krajem 1960-ih i 1970-ih. Nekoliko istaknutih holivudskih glumaca, izvođača i majstora borilačkih vještina potječe iz hongkonške kinematografije, posebno Bruce Lee, Jackie Chan, Chow Yun-fat, Michelle Yeoh, Maggie Cheung i Jet Li. Također, nekoliko hongkonških filmaša, kao John Woo, Wong Kar-wai, i Stephen Chow, postiglo je veliku slavu u Hollywoodu, dok su lokalni filmovi kao Chungking Express, Infernal Affairs, Shaolin Soccer, Rumble in the Bronx  i  In the Mood for Love stekli međunarodno priznanje. Hong Kong je središte međunarodno popularne Cantopop glazbe, koja svoje utjecaje crpi iz drugih vrsta kineske glazbe i zapadnih žanrova.
Vlada Hong Konga podržava kulturne institucije kao Hongkonški muzej nasljeđa (Hong Kong Heritage Museum), Hongkonški muzej umjetnosti (Hong Kong Museum of Art), Hongkonška akademija scenskih umjetnosti (The Hong Kong Academy for Performing Arts) i Hongkonški filharmonijski orkestar. Vladino ministarstvo za slobodno vrijeme i kulturne djelatnosti subvencionira i sponzorira međunarodne izvođače na gostovanju u Hong Kongu. Mnoge međunarodne kulturne aktivnosti organizirane su od strane vlade, konzulata, i privatno.
Hong Kong ima dvije zemaljske televizije s koncesijom na razini teritorija - ATV i TVB, te tri lokalna i nekoliko stranih koncesionara kabelskih i satelitskih usluga. Produkcija hongkonških sapunskih drama, humorističnih serija i zabavnih emisija nudi se publici diljem kineskog govornog područja. Magazini i novinski izdavači pišu i distribuiraju se i na kineskom i na engleskom, s naglaskom na senzacionalizmu i celebrity traču.
Mediji u Hong Kongu relativno su slobodni od službenih intervencija u odnosu na kontinentalnu Kinu, iako Far Eastern Economic Review ukazuje na znakove autocenzure u časopisima čiji vlasnici imaju bliske veze ili poslovne interese u Narodnoj Republici Kini, te navodi da čak i zapadni mediji nisu imuni na rastuću kinesku ekonomsku moć.
Unatoč ograničenoj površini, Hong Kong nudi velike mogućnosti rekreacije i natjecateljskog sporta. Svoje delegacije šalje na međunarodna natjecanja kao što su Olimpijske igre i Azijske igre, te je bio i domaćin konjičkih natjecanja tijekom Olimpijskih igara 2008.
Postoje veliki višenamjenski objekti kao Hong Kong Coliseum i MacPherson Stadium. Također, strmi teren i opsežna mreža staza s atraktivnim pogledima privlače planinare, dok razvedena obala nudi mnoge plaže za plivanje.

## Arhitektura
Prema njemačkoj kompaniji Emporis, u Hong Kongu je 7650 nebodera, što je najveći broj nebodera u jednom gradu na svijetu. Velika urbanistička zbijenost i mnoštvo visokih zgrada uvjetovani su nedostakom prostora za gradsko širenje (urban sprawl). S prosječnom udaljenošću od obale mora do strmih obronaka na otoku Hong Kong od 1,3 km, mnogo je prostora dobiveno nasipavanjem mora. Takav nedostatak prostora uzrokuje potražnju za visokim zgradama za urede i stanovanje. Trideset i šest od 100 svjetskih najviših stambenih zgrada nalazi se u Hong Kongu. Također, u Hong Kongu iznad 14. kata živi više ljudi nego bilo gdje drugdje u svijetu, što ga čini "najvertikalnijim svjetskim gradom". Radi nedostatka prostora i potražnje za građevinskim terenima, malo je sačuvanih starih zgrada, te grad postaje središtem moderne arhitekture. International Commerce Centre (ICC), visok 484 m, najviša je zgrada u Hong Kongu i treća najviša na svijetu po mjerenju do visine krova. Najviša zgrada prije izgradnje ICC-a bila je s 415 m visine Two International Finance Centre. Druge su prepoznatljive zgrade HSBC Headquarters Building, trokutasta Central Plaza s vrhom tornja u obliku piramide, The Center s noćnom neonskom rasvjetom u bojama, i Bank of China Tower, arhitekta I. M. Peija sa svojom oštrom, uglatom fasadom. Smatra se da gradski pejzaž ostavlja najveći vizualni dojam među svim svjetskim gradovima. Najstarije preostale povijesne građevine, uključujući Tsim Sha Tsui Clock Tower, Centralnu policijsku stanicu, i ostaci Kowloon Walled Cityja, izgrađene su tijekom 19. i početkom 20. stoljeća.
U tijeku je mnogo razvojnih projekata, uključujući i izgradnju novih vladinih zgrada, obnovu obale u okrugu Central, i niz projekata u West Kowloonu. Veća izgradnja visokih zgrada planira se na drugoj strani Victoria Harboura u Kowloonu, jer je zatvaranje obližnjeg aerodroma Kai Tak ukinulo stroga ograničenja visine.

## Prijevoz
Hongkonška transportna mreža visoko je razvijena. Više od 90% dnevnih putovanja (11 milijuna) obavlja se javnim prijevozom, što je najveći takav postotak u svijetu. Prijevoz se može plaćati korištenjem kartice Octopus card, sustavom elektroničkog plaćanja uvedenog u podzemnoj željeznici Mass Transit Railway (MTR), a može se koristiti i na željeznici, autobusima i trajektima, te se prihvaća kao gotovina na drugim prodajnim mjestima.
Radi kreiranja sveobuhvatne željezničke mreže na cijelom teritoriju, glavna gradska željeznička kompanija bila je 2007. spojena s gradskom podzemnom željeznicom. 
Sustav podzemne željeznice ima 150 stanica i opslužuje 3,4 milijuna ljudi dnevno. Hongkonški tramvaji (Hong Kong Tramways), uvedeni 1904., pokrivaju sjeverni dio otoka Hong Kong.
Uslugom autobusnog prijevoza upravljaju privatne kompanije pod koncesijom. Pet privatnih tvrtki na cijelom teritoriju održava ukupno 700 linija. Dvije najveće, Kowloon Motor Bus, s 402 linije u Kowloonu i Novim Teritorijima, i Citybus, s 154 linije na otoku Hong Kong, pružaju usluge prijevoza preko luke. Danas se skoro isključivo koriste autobusi na kat, uvedeni 1949., dok standardni autobusi ostaju u upotrebi na rutama sa slabijom popunjenošću i cestama manjeg kapaciteta.
Gradski minibusi (Public light bus) opslužuju veći dio Hong Konga, osobito područja koja ne mogu doseći standardni autobusi, ili ih ne mogu doseći često, brzo, ili direktno.
Trajektni prijevoznik Star Ferry osnovan 1888., održava četiri linije preko Victoria Harboura, s 53 000 putnika dnevno. Stekao je kultni status nakon objave romana Svijet Suzie Wong, ambijentiranog u Hong Kongu. Putopisac Ryan Levitt liniju Tsim Sha Tsui - Central smatrao je jednom od najslikovitijih na svijetu. Druge trajektne usluge pružaju kompanije koje opslužuju udaljenije otoke, nove gradove, Macau i gradove u kontinentalnoj Kini. Čuvene su i hongkonške džunke u luci i mali kai-to trajekti koji povezuju udaljena obalna naselja.
Na hongkonškom strmom, brdovitom terenu u početku se putovalo nosiljkama. Uspinjača Peak Tram, prvi sustav javnog prijevoza u Hong Kongu, od 1888. omogućava prijevoz između okruga Central i Victoria Peaka. U centralnom i zapadnom okrugu, postoji opsežan sustav pokretnih stepenica i travelatora, uključujući i najduži vanjski pokriveni sustav eskalatora u svijetu, Mid-Levels escalator.
Hong Kong International Airport, vodeći je putnički aerodrom i logističko čvorište u Aziji i jedna od najprometnijih svjetskih međunarodnih putničkih i teretnih zračnih luka, s više od 47 milijuna putnika i 3,74 milijuna tona tereta 2007. Zamijenio je 1998. čuveni ali i prenapučeni Kai Tak Airport, te je u više anketa ocijenjen kao najbolji svjetski aerodrom. Više od 85 zrakoplovnih kompanija djeluje na dva terminala zračne luke, glavnog čvorišta Cathay Pacifica, Dragonaira, Air Hong Konga, Hong Kong Airlinesa, i Hong Kong Expressa.

## Napomene i izvori

### Napomene
1. ↑  Ovo je službeni općeprihvaćeni prijevod teksta na hongkonškom regionalnom grbu, teksta temeljnog zakona Hong Konga, i službenoj stranici vlade Hong Konga,[1] premda je također prihvatljivo "Specijalna administrativna regija Hong Kong" (Hong Kong Special Administrative Region) i "Hong Kong".
2. ↑  Temeljni zakon Hong Konga navodi da su službeni jezici ", kineski i engleski jezik".[2] Ne određuje izričito standard "kineskog". Dok se mandarinski kineski i pojednostavljeno kinesko pismo koriste kao govorni i pisani standard u kontinentalnoj Kini, kantonski i tradicionalno kinesko pismo odavno su afirmirani kao de facto standardi u Hong Kongu.
3. ↑  Ime je često pisano kao Hongkong dok vlada nije usvojila današnji oblik 1926. (Hongkong Government Gazette, Notification 479, 3 September 1926). Ipak, neke starije organizacije kao Hongkong Post, Hongkong Electric i The Hongkong and Shanghai Banking Corporation još uvijek koriste stari naziv. Dok su imena većine gradova u Narodnoj Republici Kini latinizirane na engleski Pinyinom, službeno englesko ime je Hong Kong umjesto pinyin verzije Xianggang.
4. ↑  Odjeljak 3 (2) Kinesko-britanske zajedničke deklaracije djelomično navodi "Posebna administrativna regija Hong Kong uživat će visok stupanj autonomije, osim u vanjskoj politici i obrani, koje su dužnosti središnje narodne vlade." (eng. Section 3(2) of the Sino-British Joint Declaration states in part, "The Hong Kong Special Administrative Region will enjoy a high degree of autonomy, except in foreign and defence affairs which, are the responsibilities of the Central People's Government.")
5. ↑  Odjeljak 3 (5) Kinesko-britanske zajedničke deklaracije navodi se da će socijalne i ekonomski sustavi i stil života u Hong Kongu ostati nepromijenjeni, te spominje slobodu i prava osigurana zakonom. Odjeljak 3 (12) djelomično navodi, "gore navedene osnovne politike Narodne Republike Kine ... ostat će nepromijenjene 50 godina." (eng. Section 3(5) of the Sino-British Joint Declaration states that the social and economic systems and lifestyle in Hong Kong will remain unchanged, and mentions rights and freedoms ensured by law. Section 3(12) states in part, "The above-stated basic policies of the People's Republic of China ... will remain unchanged for 50 years.")
6. ↑  Popis stanovništva i Odjel statistike izvijestili su da je broj ljudi koji se izjašnjava kao "bijeli" pao s 46 584, na popisu iz 2001., na 36 384 u 2006., tj. pad od 22%.[127]

## Dodatne informacije
- Endacott, G. B. 1964. An Eastern Entrepot. A collection of documents illustrating the history of Hong Kong. str. 293. ASIN B0007J07G6
- Fu, Poshek; Deser, David. 2002. The Cinema of Hong Kong: History, Arts, Identity. Cambridge University Press. str. 346. ISBN 9780521776028
- Lui, Adam Yuen-chung. 1990. Forts and Pirates – A History of Hong Kong. Hong Kong History Society. str. 114. ISBN 9627489018
- Liu, Shuyong; Wang, Wenjiong; Chang, Mingyu. 1997. An Outline History of Hong Kong. Foreign Languages Press. str. 291. ISBN 9787119019468
- Ngo, Tak-Wing. 1999. Hong Kong's History: State and Society Under Colonial Rule. Routledge. str. 205. ISBN 9780415208680
- Tsang, Steve. 1995. Government and Politics: A Documentary History of Hong Kong. Hong Kong University Press. str. 312. ISBN 9622093922
- Tsang, Steve. 2007. A Modern History of Hong Kong. I. B. Tauris. ISBN 9781845114190
- Welsh, Frank. 1993. A Borrowed place: the history of Hong Kong. Kodansha International. str. 624. ISBN 9781568360027

## Vanjske poveznice
- Discover Hong Kong  Službena stranica hongkonškog turističkog odbora
- Hong Kong - Encyclopædia Britannica
- HongKong - UCB Libraries GovPubs
- Hong Kong - Open Directory Project
- Wikimedia Atlas of Hong Kong
- Satelitske snimke - WikiMapia